# Danilov (oblast Jaroslavl)
Danilov (Russisch: Данилов) is een stad in de Russische oblast Jaroslavl. Het is het bestuurlijke centrum van het gelijknamige gemeentelijke district Danilovski. De stad telde 17.245 inwoners bij de volkstelling van 2002. De stad werd voor het eerst genoemd in een kroniek in 1592, in 1777 kreeg het de status van stad. Danilov ligt op ongeveer 70 kilometer van Jaroslavl, waarmee het goede treinverbindingen heeft. Daarnaast heeft de stad verbindingen met Vologda (stad) en Boej.
In de omgeving van Danilov wordt veel aan landbouw gedaan, producten die verbouwd worden zijn: tarwe, rogge, haver, gerst, vlas en aardappels.
Er zijn verschillende levensmiddelenfabrieken in de regio waar producten als boter en kaas gemaakt worden.

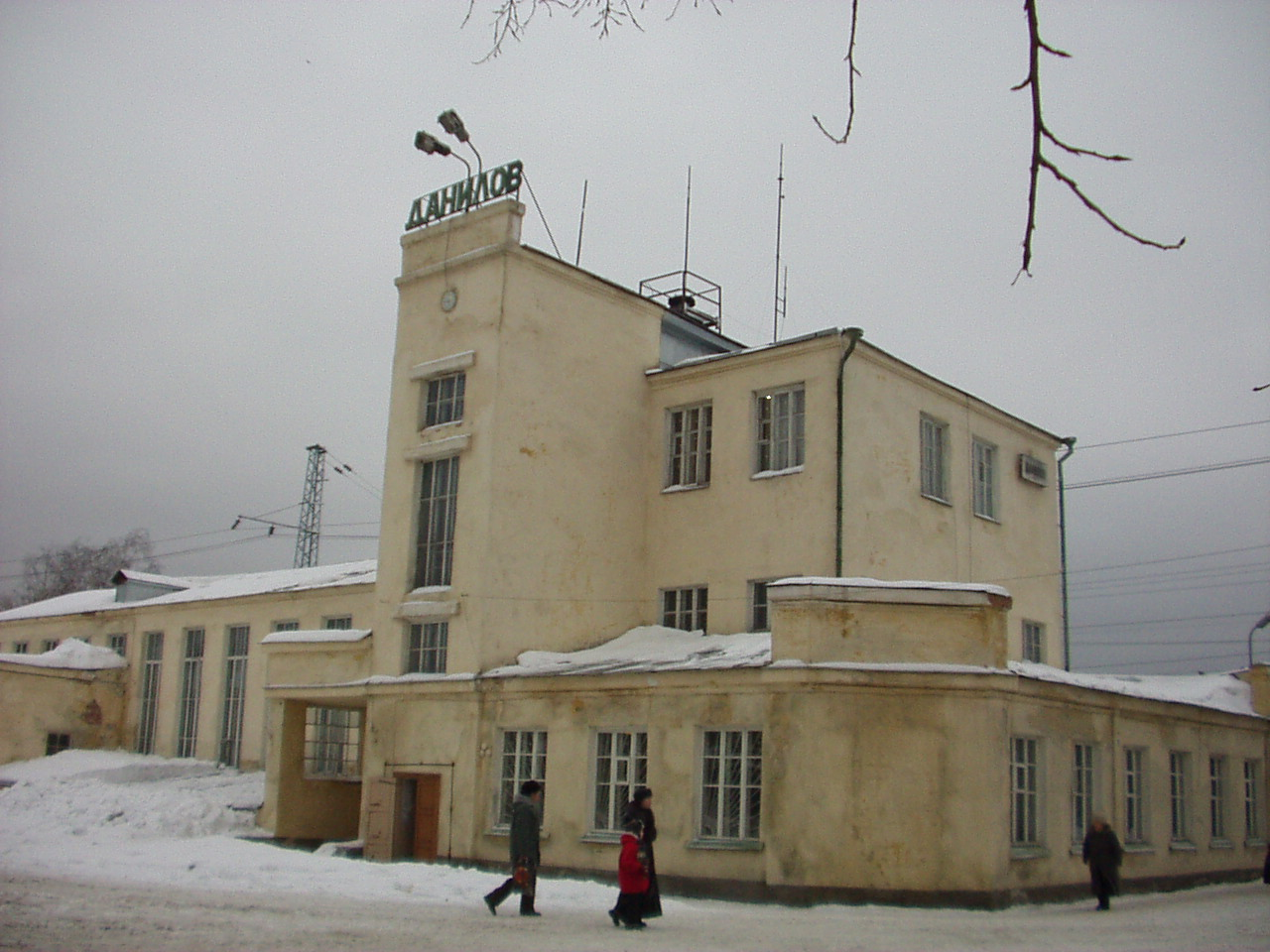
Spoorwegstation van Danilov

Bestuurlijk centrum: Jaroslavl

Danilov · Gavrilov-Jam · Ljoebim · Mysjkin · Oeglitsj · Pereslavl-Zalesski · Posjechonje · Rostov · Rybinsk · Toetajev